# Aden Abdullah Osman Daar
Aden Abdulle Osman Daar (Somalisch: Aadan Cabdulle Cismaan Daar, Arabisch: آدم عبد الله عثمان دار) (Beledweyne, 1908 – Nairobi, 8 juni 2007) was een Somalisch politicus en de eerste president van Somalië. Hij bekleedde deze positie van 1 juli 1960 tot 10 juni 1967.

## Biografie
Aadan Caddes exacte geboortedatum is niet bekend. Hij werd geboren in een Udejeen familie sub-clan van de Hawiye
In 1944 voegde hij zich bij de Somali Youth League (SYL), een nationalistische organisatie die zich inzette voor een onafhankelijk Somalië. Hij maakte binnen de partij al snel promotie. Zo werd hij de lokale secretaris van de Beledweynetak van de SYL. In 1958 werd hij partijleider.
Toen Somalië in 1960 zijn onafhankelijkheid verkreeg, was Daar inmiddels uitgegroeid tot nationalistisch figuur. Mede daardoor werd hij verkozen tot de eerste president van het land.
In 1967 werd Daar bij presidentsverkiezingen verslagen door Abdirashid Ali Shermarke, zijn voormalige premier. Daar accepteerde dit verlies en werd de eerste Afrikaanse leider die de macht vrijwillig overdroeg aan een democratisch verkozen opvolger. Shermarke werd twee jaar later door een van zijn eigen bodyguards vermoord, waarna het Somalische leger een staatsgreep pleegde.
In 1990 brak de Somalische Burgeroorlog uit. Daar en 100 andere politici tekenden een manifest waarin ze hun bezorgdheid uitten over het geweld. Hierop werd Daar gearresteerd en vastgezet tot het regime van Siad Barre ten einde kwam.
Na zijn vrijlating bracht Daar de rest van zijn latere leven door op zijn boerderij in Janele.
Op 22 maart 2007 werd Daar met spoed opgenomen in een ziekenhuis in Nairobi. Daar overleed hij op 8 juni 2007, op 99-jarige leeftijd. De Somalische overheid kondigde 21 dagen van nationale rouw af. Daar kreeg een staatsbegrafenis.